# Andrea Zafferani
Andrea Zafferani (Fiorentino, 19 dicembre 1982) è un politico sammarinese.
Dal 1º ottobre 2010 al 1º aprile 2011 è Capitano Reggente in coppia con Giovanni Francesco Ugolini.

## Biografia
Dottore in economia e management con laurea specialistica in economia politica, lavora alla Banca Centrale della Repubblica di San Marino. È stato Segretario di Stato (Ministro) nella Repubblica di San Marino, con deleghe all'Industria, Artigianato, Commercio, Lavoro e Telecomunicazioni dal 2017 al 2019, attualmente ricopre la carica di membro del Parlamento della Repubblica di San Marino.
Membro di Alleanza Popolare dal 2003, dal 2003 al 2005 è stato membro della Giunta di Castello di Serravalle.
Nel novembre 2007, e fino al giugno 2008, è stato membro del Consiglio Grande e Generale, in sostituzione di un Segretario di Stato di Alleanza Popolare.
Alle elezioni del 9 novembre 2008 è rieletto in Consiglio Grande e Generale nelle file della coalizione Patto per San Marino. Durante quella legislatura, il 1º ottobre 2010 è stato eletto Capitano Reggente, fino al 1º aprile 2011. Al momento dell'elezione era il capo di stato in carica più giovane al mondo, avendo solo 27 anni d'età.

Nel luglio 2012, dopo essere uscito da Alleanza Popolare in dissenso rispetto alla linea politica seguita dal partito, è stato fra i fondatori del Movimento Civico10, con il quale si è presentato alle successive elezioni politiche anticipate dell'11 novembre 2012 all'interno della coalizione "Cittadinanza Attiva", risultando nuovamente eletto in Consiglio Grande e Generale nelle file dell'opposizione.
Alle elezioni politiche anticipate del 2016 si è presentato nuovamente, ancora nel Movimento Civico10, all'interno della coalizione Adesso.sm, che avrebbe poi vinto il ballottaggio del 4 dicembre 2016 risultando quindi la coalizione di maggioranza. Il 27 dicembre 2016 è stato nominato Segretario di Stato per l'industria e l'artigianato della Repubblica di San Marino, carica ricoperta fino alla fine del 2019.
Uscito dal Movimento Civico10 in dissenso rispetto alla linea politica intrapresa dal movimento stesso, ha aderito al partito Repubblica Futura ed è stato eletto in Consiglio Grande e Generale nelle sue file alle elezioni dell'8 Dicembre 2019.
Vive con la sua famiglia a Murata, nella Repubblica di San Marino.